# داريل شيرمان
داريل شيرمان (بالإنجليزية: Darrell Sherman)‏ هو لاعب كرة قاعدة أمريكي، ولد في 4 ديسمبر 1967 في لوس أنجلوس في الولايات المتحدة.

## وصلات خارجية
- داريل شيرمان على موقعبيزبول رفرنس.كوم (الدوري الرئيسي) (الإنجليزية)
- داريل شيرمان على موقعبيزبول رفرنس.كوم (الدوري الثانوي) (الإنجليزية)